# Liverpool
Liverpool este oraș și un Burg Metropolitan în cadrul Comitatului Metropolitan Merseyside în regiunea North West England. Este unul dintre principalele orașe engleze, zona metropolitană având peste 800.000 locuitori. În Secolul XIX Liverpool era considerat al doilea port al Imperiului Britanic după Londra. 
Vechiul oraș portuar Liverpool a fost înscris în anul 2004 pe lista patrimoniului cultural mondial UNESCO.
În 2008 orașul a fost Capitală Europeană a Culturii împreună cu Stavanger din Norvegia. 

## Orașe înfrățite
- - Köln, Germania
- - Dublin, Irlanda
- - Odesa, Ucraina
- - Shanghai, China
- - İstanbul, Turcia

Cu următoarele orașe, Liverpool are „legături de prietenie”.
- - Givenchy-lez-la-Bassée, Belgia
- - Halifax, Canada
- - Havana, Cuba
- - La Plata, Argentina
- - Memphis, SUA
- - Minamata, Japonia
- - Napoli, Italia
- - New Orleans, SUA
- - Ponsacco, Italia
- - Râmnicu Vâlcea, România
- - Valparaíso, Chile

## Sport
FC Liverpool este echipa de fotbal din Liverpool. Este una dintre cele mai bune echipe din Anglia. In 2019 a câștigat trofeul Champions League și a reușit performanța de a termina pe locul 2 in clasamentul Premier League la doar 1 punct fata de prima clasata, Manchester City.In sezonul 2019-2020 a terminat pe primul loc cu o reusita nemavazuta de doar o infrangere.

## The Beatles
În orașul Liverpool a luat ființă legendara trupă The Beatles.

## Personalități născute aici
- Kate Sheppard (1848 - 1934), activistă feministă;
- Tom Baker (n. 1934), actor;
- John Horton Conway (1937 - 2020), matematician;
- John Lennon (1940 - 1980), , membru al formației The Beatles;
- Ringo Starr (n. 1940), membru The Beatles;
- Paul McCartney (n. 1942), membru The Beatles;
- George Harrison (1943 - 2001), membru The Beatles;
- Tony Cragg (n. 1949), sculptor;
- Doug Bradley (n. 1954), actor;
- Simon Rattle (n. 1955), dirijor;
- Jason Isaacs (n. 1963), actor;
- Steve McManaman (n. 1972), fotbalist;
- Melanie Chisholm (n. 1974), cântăreață;
- Robbie Fowler (n. 1975), fotbalist;
- Wayne Rooney (n. 1985), fotbalist;
- Jodie Comer (n. 1993), actriță.